# Minucio Félix
Minucio Félix (latín, Marcus Minucius Felix, 150 - 270) fue un abogado y apologista de Roma.

## Obra
La apología que escribió (el Octavius) está redactada en forma de diálogo en el que toman parte tres personas: el autor, y dos amigos suyos: Octavio, un cristiano, y Cecilio, un pagano. Van de camino a Ostia, donde conversan los tres amigos; al pasar ante una escultura de Serapis, Cecilio da un beso al aire, y este incidente da origen a una discusión con forma de debate forense. Cecilio actúa como fiscal, llevando la acusación del cristianismo, Octavio es el defensor, y Minucio es el juez. Cecilio defiende el paganismo y ataca el cristianismo, Octavio lo refuta en tono sereno, y al final Cecilio acepta la fe cristiana, y Minucio se siente feliz.
Esta apología no argumenta desde las Escrituras, además, muestra una estrecha relación de ideas y expresiones con el Apologeticum de Tertuliano. Entre Apologética y Octavio hay una relación estrecha de ideas y expresiones: una obra ha influido en la otra.